# Mikko Laasio
Mikko Eelis Laasio, född 29 september 1913 i Björneborg, död 24 juni 1997 i Helsingfors, var en finländsk målare.
Laasio studerade 1930–1931 vid Centralskolan för konstflit och 1932–1935 vid Finska Konstföreningens ritskola samt ställde ut första gången i Helsingfors 1946. Laasios favoritmotiv fram till 1960-talet var stillebenet, men redan i slutet av 1950-talet började han alltmera att ägna sig åt landskapsmåleriet. År 1947 anslöt sig Laasio till Oktobergruppen, vars övriga medlemmar, såsom Sven Grönvall och Aimo Kanerva, stod honom nära. Med sina stilleben och landskap representerade han en nationell, mörkstämd expressionistisk stil som han vid sidan av Kanerva mästerligt behärskade.
Laasio erhöll Pro Finlandia-medaljen 1963 och förlänades professors titel 1982.